# Ligne de tramway 581/3
Ne doit pas être confondu avec Ligne de tramway 581/2.
La ligne 581/3 est une ancienne ligne de tramway de la Société nationale des chemins de fer vicinaux (SNCV).

## Histoire
Cette ligne était exploitée par la SNCV du Limbourg. Les archives de la SNCV Limbourg contiennent de nombreuses fardes concernant la ligne 820. Les fardes avec les documents se trouvent à Berchem-lez-Anvers.
1910 Mise en service, Bassenge - Genk; traction vapeur; capital 156.
1911 Prolongement vers Houtain et mise en service de l'antenne vers Liers.
1914 Prolongement de Houtain vers Hestal (antenne d'Herstal).
1924 Prolongement vers Vottem (antenne de Liers).
1927 Prolongement vers Coronmeuse (antenne d'Herstal).
1936 Suppression du service voyageur sur la section Houtain - Vottem (antenne de Liers), maintien sur service fret sur Houtain - Liers.
1938 Électrification de la section Liège Coronmeuse - Bassenge Village et prolongement vers la place Saint-Lambert à Liège par la création d'une section entre Coronmeuse et le pont de Bressoux, la section Liège Pont de Bressoux - Liège Place Saint-Lambert est commune avec la ligne 60 (voir ligne 60 Liège - Jupille); service urbain 62 entre Liège et Herstal sur le même itinéraire.
1948 Électrification de la section Bassenge Village - Riemst Station.
Les voies sont démontées entre Zutendaal et Riemst au cours de l'année 1951.
1954 Le tronçon Houtain-St-Simeon - Liers - Vottem est fermé pour le trafic des voyageurs.
1957 Suppression de la section Liège Place Saint-Lambert - Liège Coronmeuse, terminus reporté à Coronmeuse.
1958 Suppression partielle, service maintenu en heure de pointe entre Riemst et Herstal Gare SNCV.
1959 Suppression, remplacement par une ligne d'autobus sous l'indice 76.

## Exploitation

### Horaires
Tableaux horaires :
- 620 en 1950[5].